# Xenie Římská
Svatá Xenie Římská (5. století, Řím – asi 457, Milas) byla křesťanská jeptiška a jáhenka. Katolická i pravoslavná církev ji spolu se starobylými východními církvemi uctívá jako světici.

## Život

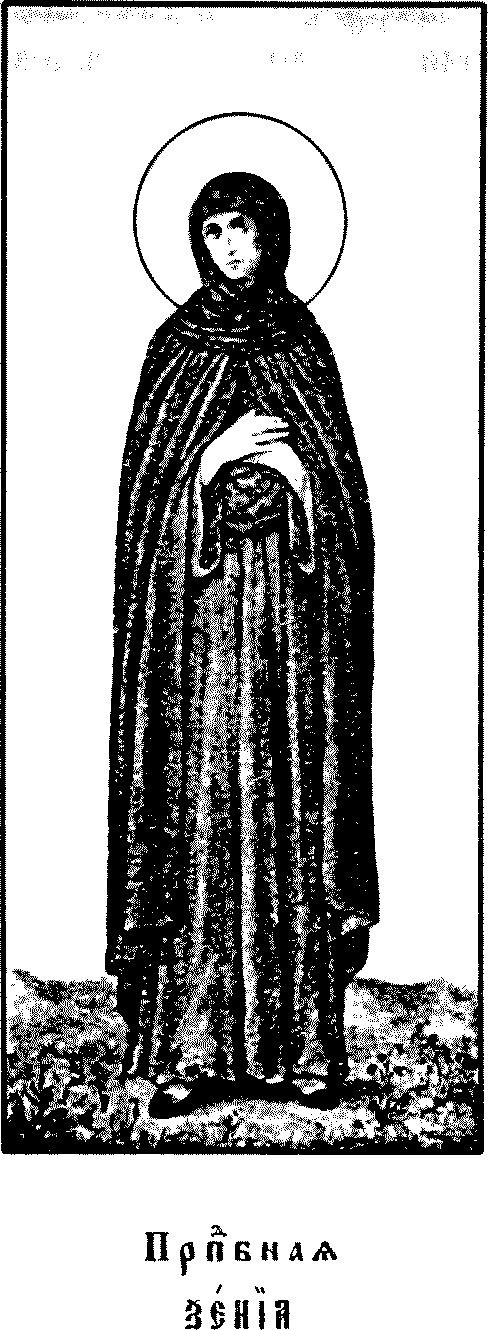
Ilustrace, zobrazující sv. Xenii

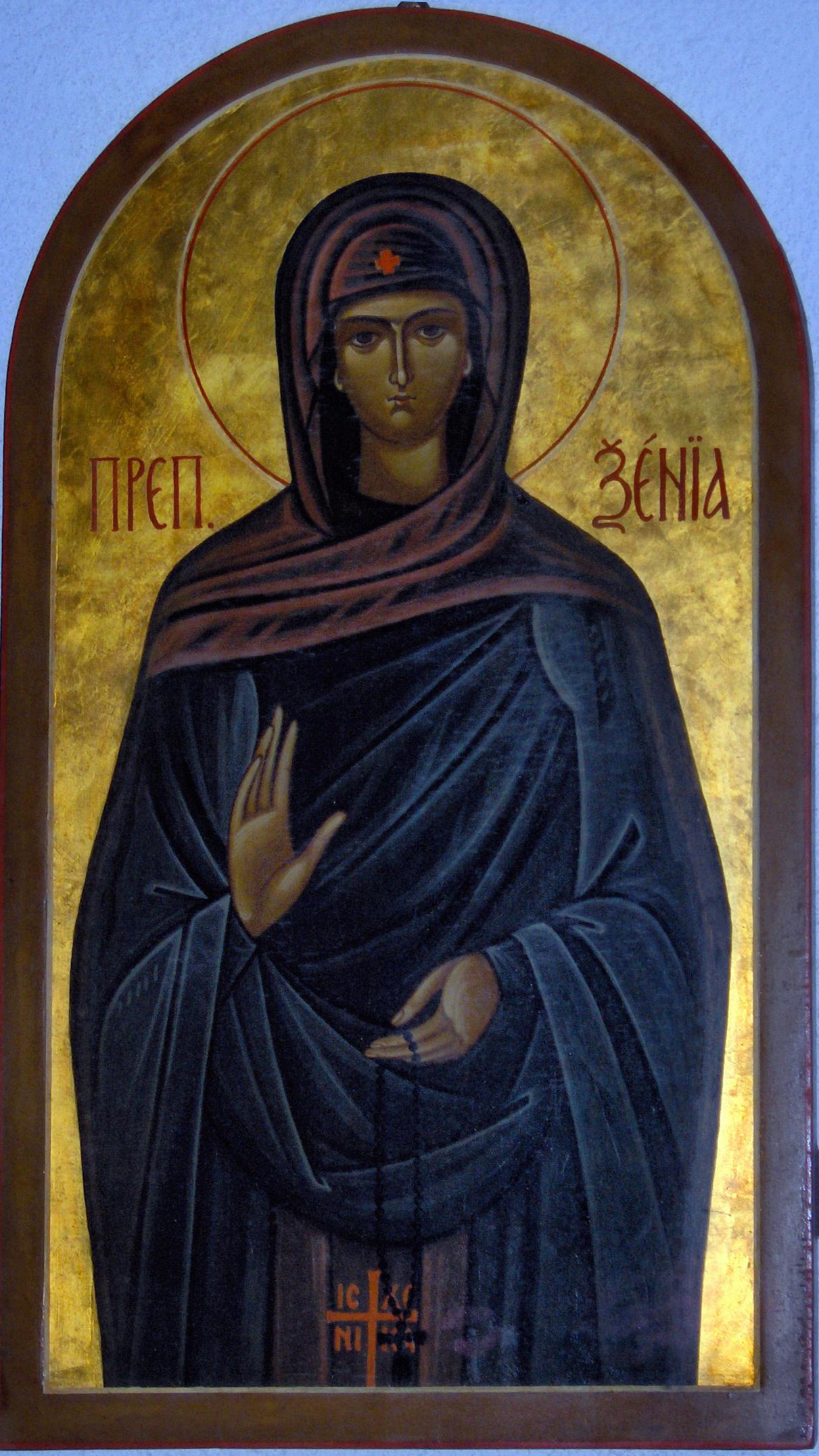
Ikona ruské pravoslavné církve v chrámu v San Remo

Narodila se do bohaté římské rodiny. Její otec byl senátor. Při křtu dostala jméno Eusebia. Dostalo se jí dobrého vzdělání.
Rozhodla se následovat Krista a stát se, i přes odpor svých rodičů mniškou.
Spolu se dvěma služebnicemi tajně nastoupila na loď a odplula do Alexandrie a odtud na ostrov Kós. Zde se stala jeptiškou a přijala jméno Xenie. Zde ji a její společnice začal duchovně vézt mnich a kněz Pavel z hory Athos, nacházející se na stejnojmenném ostrově. Po nějaké době se sv. Xenie přestěhovala do Milasu v dnešním Turecku, kde spolu s ostatními mniškami žila asketickým životem.
Když se mnich Pavel stal biskupem v Milasu, vysvětil sv. Xenii na jáhenku. Byla velmi pověstná svými ctnostmi.
Zemřela v pověsti svatosti ve svém klášteře.

## Úcta
Je uctívána zvláště ve východních církvích. Její svátek je slaven 6. února. Je zobrazována jako mniška ze svitkem a s křížem.